# キャンプ淵野辺
キャンプ淵野辺（きゃんぷふちのべ、Camp Fuchinobe）とは、かつて神奈川県相模原市に所在した在日米軍施設。

## 概要

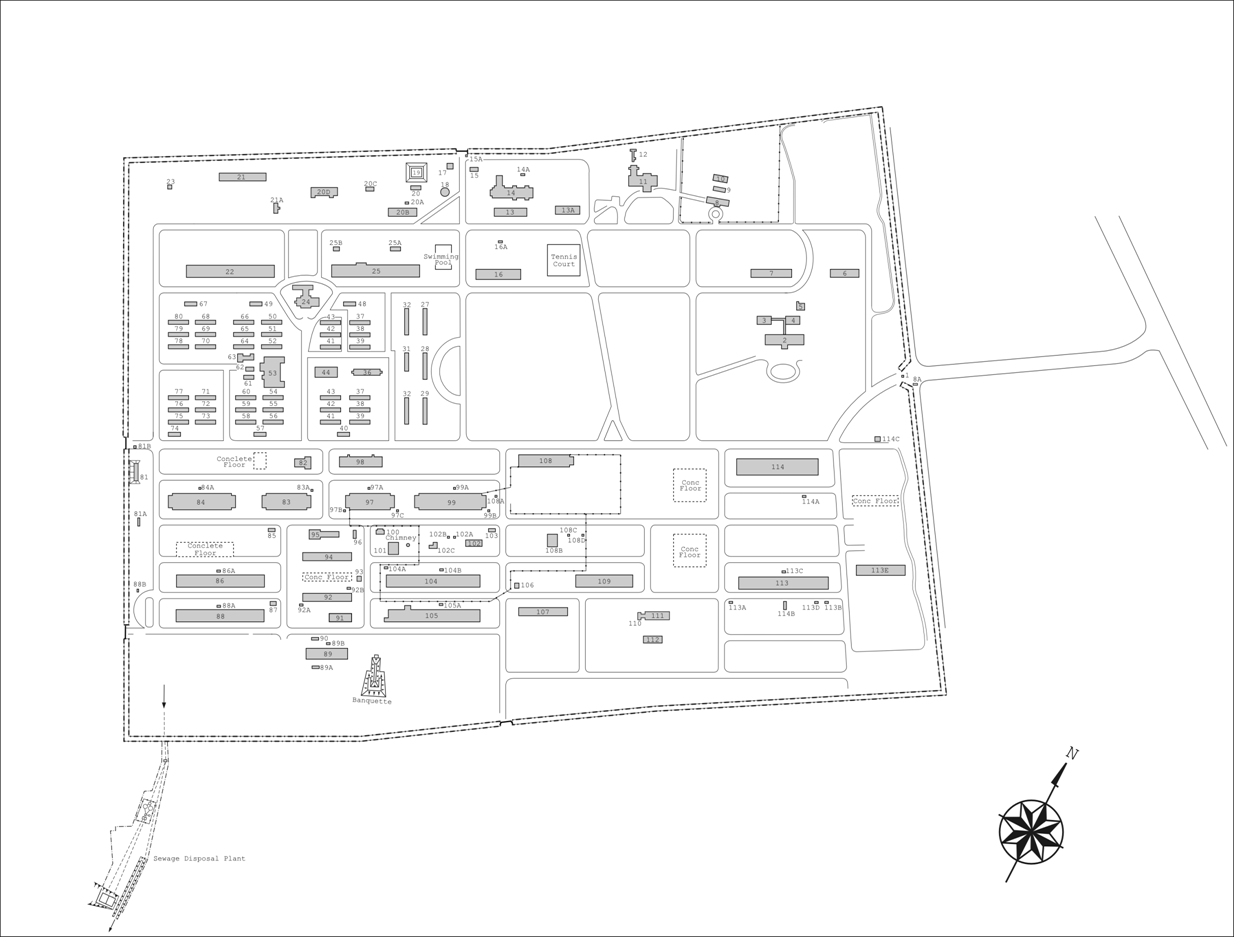
キャンプ淵野辺 1952年（昭和27年）

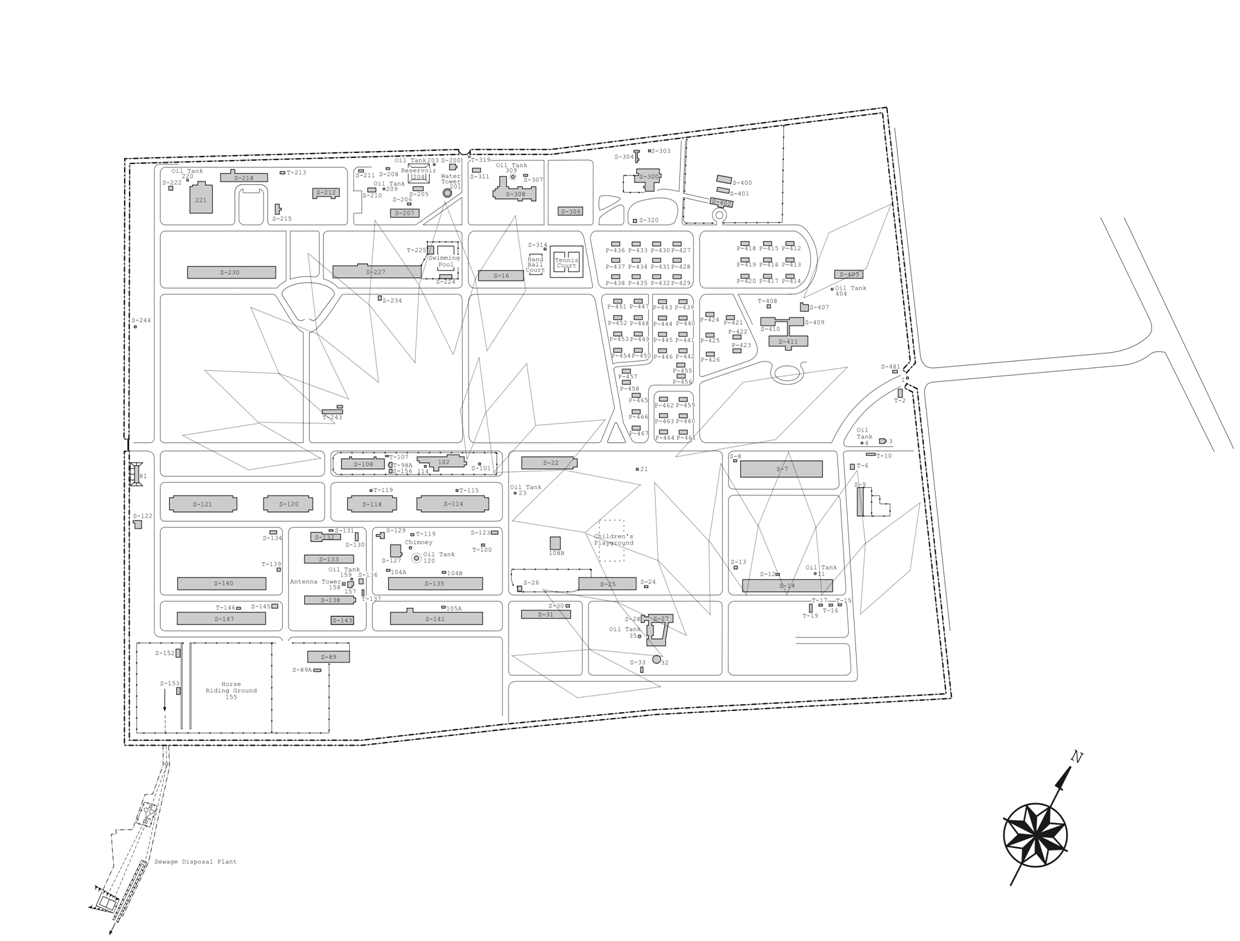
キャンプ淵野辺 1969年（昭和44年）

- 施設番号 - FAC 3080 （旧JPNR-4419）
- 管轄 - アメリカ陸軍
- 所在地 - 神奈川県相模原市淵野辺、上溝。（現・中央区高根3丁目、由野台3丁目、弥栄3丁目）
- 面積 - 663,300.77m2（最終返還時・地役権含む）
- 日本人従業員数 - 114人（1968年当時）

1945年（昭和20年）9月、アメリカ軍が旧陸軍機甲整備学校を接収し、訓練場区域を除いた部分をキャンプ淵野辺（淵ノ辺）として使用を開始した。当初は横浜技術廠（YED）相模工廠などに勤務する軍人・軍属の住宅施設として主に使用され、事務所や兵舎・家族住宅のほか、倉庫、家具修理工場、軍用犬舎、乗馬場、ピクニック広場、プール、テニスコート、野球場、ボウリング場、PX（post exchange）、図書館、学校（フチノベ・エレメンタリースクール）などが設けられた。
また、アメリカ国家安全保障局太平洋代表部（NSAPACREP）在日事務所が開設され、アメリカ大使館、府中空軍施設（東京都府中市）の米太平洋軍電子情報収集センター（PACOM ELINT Center）、また上瀬谷通信施設（神奈川県横浜市瀬谷区）の米海軍保安群（USNSGA Kamiseya）、さらにキャンプ・ドレイク（埼玉県朝霞市）のノースキャンプで当時活動していた米陸軍保安局日本通信隊（USASACUJ）および第500軍事情報群（500MI）などと連携し、情報収集・諜報活動を行う重要拠点としても機能した。基地内には複数の受信用ロンビックアンテナが設置され、1960年代半ばには微弱な電波を傍受する際の障害となる雑電波の発生を防止するために、基地周辺の建築物の高さ、機械の操作などを制限する「電波障害防止制限地域」として指定するよう在日米軍側から要求された。これに対して急速な人口増加とともに市街化が進んでいた相模原市では反発が起き、基地の全面返還を求める動きへとつながった。
その後、1960年代末から70年代初めにかけて、アメリカ国防予算の削減や、ニクソン・ドクトリンによるアメリカ軍の海外展開兵力削減方針、首都圏を中心とした日本国内の都市問題（基地周辺の市街化）対策などの一環として在日米軍部隊や基地の再編・調整が行われる中で、キャンプ淵野辺の機能は縮小されて施設の遊休化が目立つようになり、電波障害防止制限地域指定問題は解消した。さらに1973年（昭和48年）1月の第14回日米安全保障協議委員会で1974年（昭和49年）度内を目途とした全面返還が合意され、キャンプ座間等への代替施設の建設・提供を経て1974年（昭和49年）11月30日に全面返還に至った。なお、返還後には不審火によって戦時中に機甲整備学校として使用されていた建物が焼失したほか、アメリカ軍のヘリコプターが跡地に不時着する事故が発生した。

## 沿革
- 1945年（昭和20年）9月2日 - アメリカ軍が旧陸軍機甲整備学校を接収、キャンプ淵ノ辺として使用開始。
- 1952年（昭和27年）7月26日 - キャンプ淵ノ辺の提供にかかる政府間協定が締結される[2]。
- 1956年（昭和31年）
  - 1月19日 - 接収対象外だった旧機甲整備学校の工作機械等全25項目（計81点）の返還が決定[3]。
  - 6月27日 - 政府間協定に基づいてキャンプ淵ノ辺における提供財産の明細が規定される[4]。
- 1957年（昭和32年）7月25日 - 日米合同委員会施設分科委員会で簡易住宅56棟の建設・追加提供が決定[5]。
- 1961年（昭和36年）4月19日 -  名称が「キヤンプ（キャンプ）淵ノ辺」から「キャンプ淵野辺」に変更される[6]。
- 1962年（昭和37年）12月20日 - 土地約1,045m2が一部返還される。
- 1965年（昭和40年）7月 - 電波障害防止制限地区への指定をアメリカ側が申入れる[7]。
- 1970年（昭和45年）10月28日 - 囲障区域外に設置されていた汚水処理場が移設され、土地および工作物が一部返還される[8]。
- 1973年（昭和48年）1月23日 - 第14回日米安全保障協議委員会で全面返還に合意[9]。
- 1974年（昭和49年）
  - 4月10日 - 基地内のNSA地区に設置されていた囲障が相模総合補給廠に移設される[10]。
  - 11月30日 - 全面返還される[11]。

## 跡地の利用
キャンプ淵野辺は跡地を国利用地、地元利用地、将来の需要に備えた留保地に三分割し、その処分にあたっては有償とする「三分割有償処分方式」が適用される初のケースとなった。これは大規模なアメリカ軍基地の返還に伴う部隊や基地の整理統合・移転に際して国が負担した費用を捻出するとともに、地元と国との間での跡地利用計画の競合を抑制し、また米軍基地の跡地が存在しない他の地方公共団体との間の公平化を図ることなどを目的に定められた跡地の処分方針であった。
この方針に対し、基地の存在によって都市形成を妨げられてきた地元の要望を反映した跡地利用が制限され、土地取得にかかる財政負担も膨大なものとなるとして、相模原市における抗議にとどまらず、他の米軍基地跡地を抱える地方公共団体の議会でも反対の決議や意見書が採択された。また、渉外関係主要都道県知事連絡協議会、防衛施設周辺整備全国協議会などの関係団体を中心に、大蔵省に対し方針の撤回を求めて積極的な要望活動が行われたが、大型都市公園・スポーツ施設の建設を中心に跡地の全面利用を目指した相模原市の計画案は見直され、処分条件の緩和を受けて三分割有償方式にもとづく跡地利用が行われた。
現況は、国利用分として国民生活センター、国民年金保養センターさがみの、国立映画アーカイブ相模原分館（旧称「東京国立近代美術館フィルムセンター相模分館」）、宇宙航空研究開発機構（JAXA）、神奈川県警総合研修センターが建設され、地元利用分として市立弥栄小学校、市立弥栄中学校、市立由野台中学校、県立弥栄東・西高等学校（現 県立相模原弥栄高校）、市立淵野辺公園、市立博物館が建設されている。なお、留保地は1995年（平成7年）に市立博物館が建設された以外は未利用の状態が続いていたが、土地の活用を行わず長期間留保を継続することへの懸念も出てきたため、国が2003年（平成15年）に「原則利用・計画的有効活用」へと方針を変更したことから、2010年（平成22年）現在は整備・利用計画の検討・作成が進められている。

## 参考資料
- 企画市民局企画部土地利用調整課 (2011年11月). “キャンプ淵野辺留保地整備計画” (PDF). 市政情報.  相模原市役所. 2017年4月7日閲覧。